# Корнаи, Янош
Я́нош Ко́рнаи (венг. Kornai János; 21 января 1928, Будапешт — 18 октября 2021, там же) — венгерский экономист, в 1978 году президент Эконометрического общества, автор эффекта мягких бюджетных ограничений.

## Биография
Янош Корнаи родился в Будапеште в 1928 году в еврейской семье, фамилия при рождении Корнхаузер. Отец — адвокат, погиб в Освенциме, Яношу удалось скрыться от нацистов.
Стал сторонником коммунистических идей, в 1945 году работал в ЦК комсомола. Два года изучал философию в Будапештском университете. В 1947—1955 годах экономический редактор в газете «Свободные люди».
С середины 1955 года, окончив аспирантуру будапештского Университета экономических наук имени Карла Маркса, стал работать в Институте экономики Венгерской академии наук. В 1956 году за месяц до начала Венгерского восстания защитил диссертацию по истории и философии, в которой критиковал гиперцентрализацию хозяйственной системы. В то время перестал быть ортодоксальным марксистом, но продолжал верить в возможность реформирования социалистической системы.
В 1961 году получил докторскую степень в будапештском Университете экономических наук имени Карла Маркса, а в 1966 году — вторую докторскую степень по экономике в Венгерской академии наук.
В 1967 году занял должность профессора экономики в Институте экономики Венгерской академии наук.
Работал в качестве приглашённого профессора в ряде западных университетов, в том числе в Стэнфорде (1968, 1973), Принстоне (1972, 1983), Стокгольме (1976—1977).
В 1986—2002 годах — профессор Гарвардского университета. С 1987 года — руководитель отдела Института экономики ВАН. Сопредседатель Департамента планирования развития ООН (1991—1993).
В 1978 году был избран президентом Эконометрического общества, в 1987 году — президентом Европейской экономической ассоциации.
С 1972 года почётный член Американской академии гуманитарных и естественных наук, с 1976 года почётный член Американской экономической ассоциации, с 1980 года Королевской академии наук Швеции, в 1978 году получил почётные учёные степени Парижского университета и Университета г. Познань (Польша). В 1972—1977 года занимал пост вице-председателя Комиссии ООН по планированию развития, почётный профессор университета Корвина, почётный президент Европейской ассоциации эволюционной политической экономии.
В 1992 году подписал «Предупреждение человечеству».
С 2002 по 2005 год президент Международной экономической ассоциации.
С 2011 года почётный президент Европейской экономической ассоциации.

## Семья
Женат на Жуже Даниэль (экономист), трое детей: Габор Корнаи, Андраш Корнаи (родился 1957) и Юдит Вейбулл.

## Научное творчество
Первая книга «Сверхцентрализация» вышла в 1956 году и содержала критику экономики советского образца. В Венгрии труд подвергся осуждению, однако был высоко оценён западными экономистами.
После этого выбрал наименее политизированную сферу исследований — использование линейного программирования в планировании. Совместно с Т. Липтаком разработал оригинальный метод решения задач блочного программирования — метод программирования на двух уровнях.
Разочаровавшись в марксизме, Корнаи стал приверженцем неоклассической экономической теории, но она также перестала его удовлетворять. В книге «Антиравновесие» Корнаи рассмотрел недостатки вальрасовской теории общего равновесия. С этого времени он перестал быть безоговорочным сторонником какой-либо доктрины и называет себя эклектичным экономистом, вобравшим в себя идеи различных школ.
Работа «Дефицит» посвящена проблеме хронического дефицита в социалистической экономике, его причинах, проявлениях и последствиях в контексте функционирования общей системы. Признав дефицит имманентным социалистической системе, Корнаи сделал вывод, что ликвидировать дефицитную экономику нельзя без изменения этой экономики в целом, без перехода в другое, «нормальное состояние», к другому типу равновесия. В книге «Путь к свободной экономике» (1990) отбросил идею «рыночного социализма» и сделал выбор в пользу частной собственности и капитализма.
Я. Корнаи впервые в 1976 году, прочитав лекции в Стокгольмском университете, ввёл в экономическую литературу понятие мягкое бюджетное ограничение, опубликовав в 1979 году статью «Ресурсо-ограниченная система против спросо-ограниченной системы», где впервые было дано определение «мягкого бюджетного ограничения» — эффекта, при котором экономические агенты при принятии решения, связанные с рисками возникновения неплатёжеспособности, ожидают, что в такой ситуации им будет оказана финансовая помощь извне.

## Награды
За свои достижения в области экономической науки был неоднократно награждён:
- 1969 — премия Венгерской академии наук[венг.]
- 1974 — премия Венгерской академии наук
- 1982 — премия Фрэнка Сейдмана[6]
- 1983 — государственный приз Венгерской республики[венг.]
- 1983 — премия Гумбольдта
- 1992 — Эразмусская медаль[нем.] Европейской Академии
- 1994 — иностранный член Российской академии наук[14]
- 1994 — главный приз и премия имени Ференца Деак за заслуги в области социальных наук от Фонда «Pro Renovanda Cultura Hungariae»
- 1994 — Приз Сеченьи
- 1997 — премия Джона фон Неймана[англ.] от колледжа перспективных исследований имени Ласло Райка[англ.]
- 1997 — офицер ордена Почётного легиона[15]
- 1997 — приз за продвижение репутации венгров от Венгерского правительства
- 2002 — Командорский Крест Ордена Заслуг перед Венгерской Республикой
- 2005 — почётный гражданин Будапешта[венг.]
- 2005 — приз Прима Примиссима[венг.]
- 2007 — Командорский крест со звездой Ордена Заслуг перед Венгерской Республикой
- 2008 — пожизненный член Венгерской экономической ассоциации
- 2009 — премия «Двадцати лет Старой Республики» от Венгерского правительства
- 2010 — медаль Леонтьева
- 2010 — Большой Крест Ордена Заслуг перед Венгерской Республикой